# Аббаслы, Фарид Икрам оглы
Фарид Икрам оглы Аббаслы (азерб. Abbaslı Fərid İkram oğlu; род. 23 января 1997, Имишли) — азербайджанский футболист, защитник клуба МОИК.

## Биография
Фарид Аббаслы родился 23 января 1997 года в городе Имишли Азербайджанской Республики. До 7-го класса обучался в средней школе села Ялаваз Имишлинского района. В 2010 году перевёлся в 8-й класс спортивной школы № 277 города Баку, которую закончил в 2013 году. 

### Клубная карьера
Футболом начал заниматься в возрасте 6 лет в детской группе «МКТ Араз Имишли», где его тренером был Алямдар Мустафазаде. Пробыл здесь до 13 лет. После переезда в Баку, начал выступление в клубе «Интер», в возрастной категории до 13 лет. В 2010 году стал победителем в номинации «Самый лучший защитник» по итогам чемпионата Азербайджана среди футболистов до 13 лет. Далее выступал в группах до 14, 15, 16, 17 лет и в составе дублёров. 
В октябре 2014 года перешёл в основной состав бакинского клуба, чередуя выступления также в составе дублёров. Дебют в основном составе клуба в Премьер Лиге Азербайджана состоялся 28 мая 2015 года в матче против «Сумгаита». Провёл на поле все 90 минут матча.

### Сборная Азербайджана
Призывался в состав молодёжных сборных Азербайджана до 15, 17 и 19 лет.

## Достижения
«Интер» Баку
- Победитель чемпионата Азербайджана среди дублирующих составов команд Премьер Лиги: 2014/15
- Серебряный призёр чемпионата Азербайджана: 2014/15

## Статистика
| № | Сезон     | Клуб            | Игр | Голов |
| - | --------- | --------------- | --- | ----- |
| 1 | 2013/2014 | «Интер» (дубль) | 49  | 0     |
| 2 | 2014/2016 | «Интер»         | 1   | 0     |
| 3 | 2016/2017 | МОИК            | 0   | 0     |
| 4 | 2016/2017 | АЗАЛ            | 0   | 0     |